# Ferme de la Paix d'Angleur
L'ancienne ferme de la Paix d'Angleur appelée aussi la Vieille Ferme est un immeuble classé situé dans la localité d'Angleur, section de la commune et ville de Liège en Belgique (province de Liège).

## Localisation
Cet immeuble est situé au no 59 de la rue Ovide Decroly dans la localité d'Angleur, au niveau du square de la Paix d'Angleur, à l'arrière du château Nagelmackers et en contrebas du versant boisé de la Lande de Streupas.

## Historique
Selon la tradition, la Paix d'Angleur aurait été signée le 14 février 1313 à cet endroit, mettant ainsi fin aux luttes communales de Liège. La construction de la ferme actuelle a été érigée au cours du XVIIe siècle. Il ne reste aujourd'hui que l'aile occidentale, restaurée au XXe siècle. La ferme initiale était une exploitation agricole en carré avec cour intérieure.

## Description
L'aile occidentale restante longue d'une quarantaine de mètres se compose du nord au sud du corps de logis en T avec tour quadrilatère, du porche d'entrée cintré, d'une grange, d'une seconde tour quadrilatère en brique et d'une chapelle de construction récente (Chapelle Notre-Dame de Bon Secours)

## Galerie

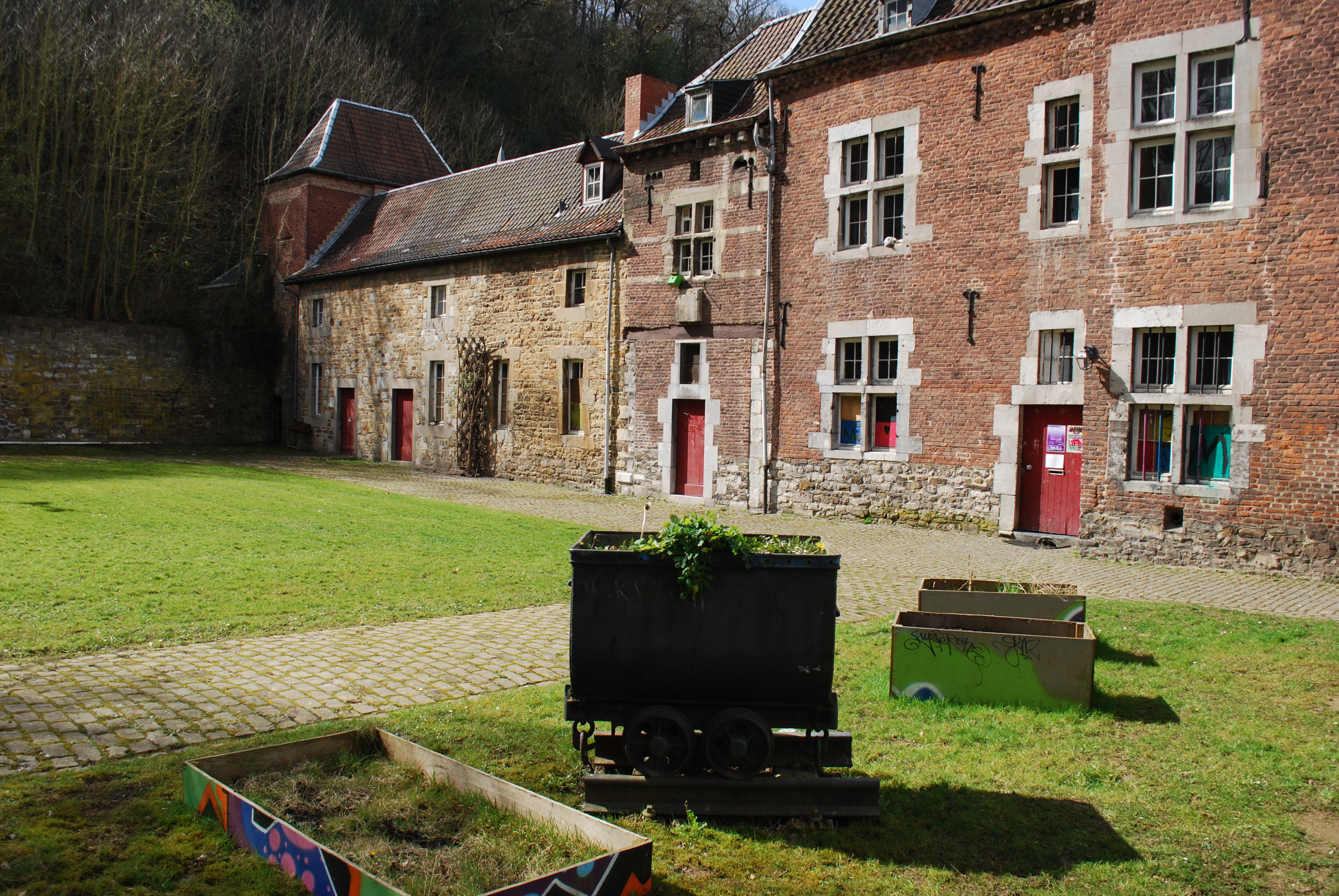
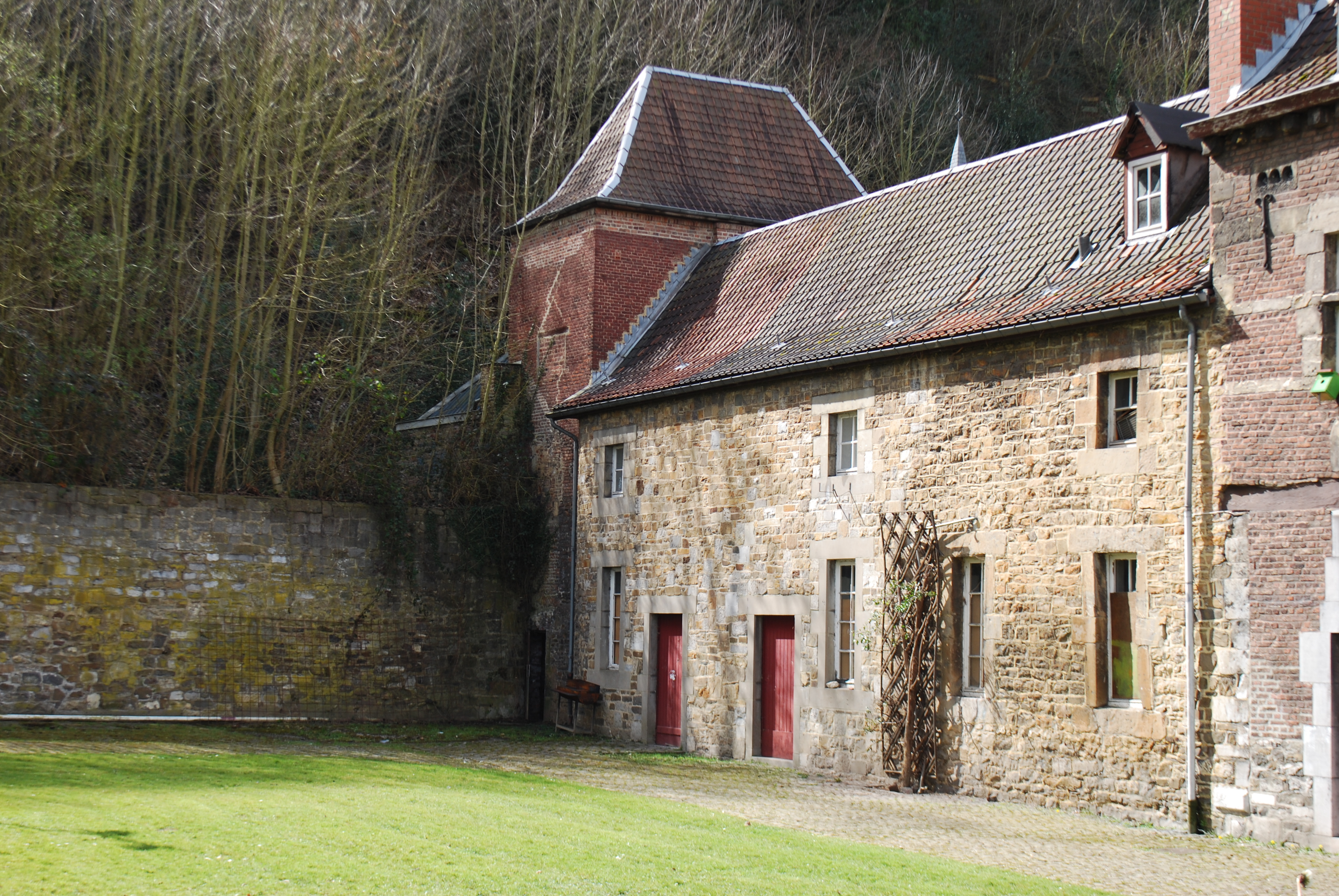
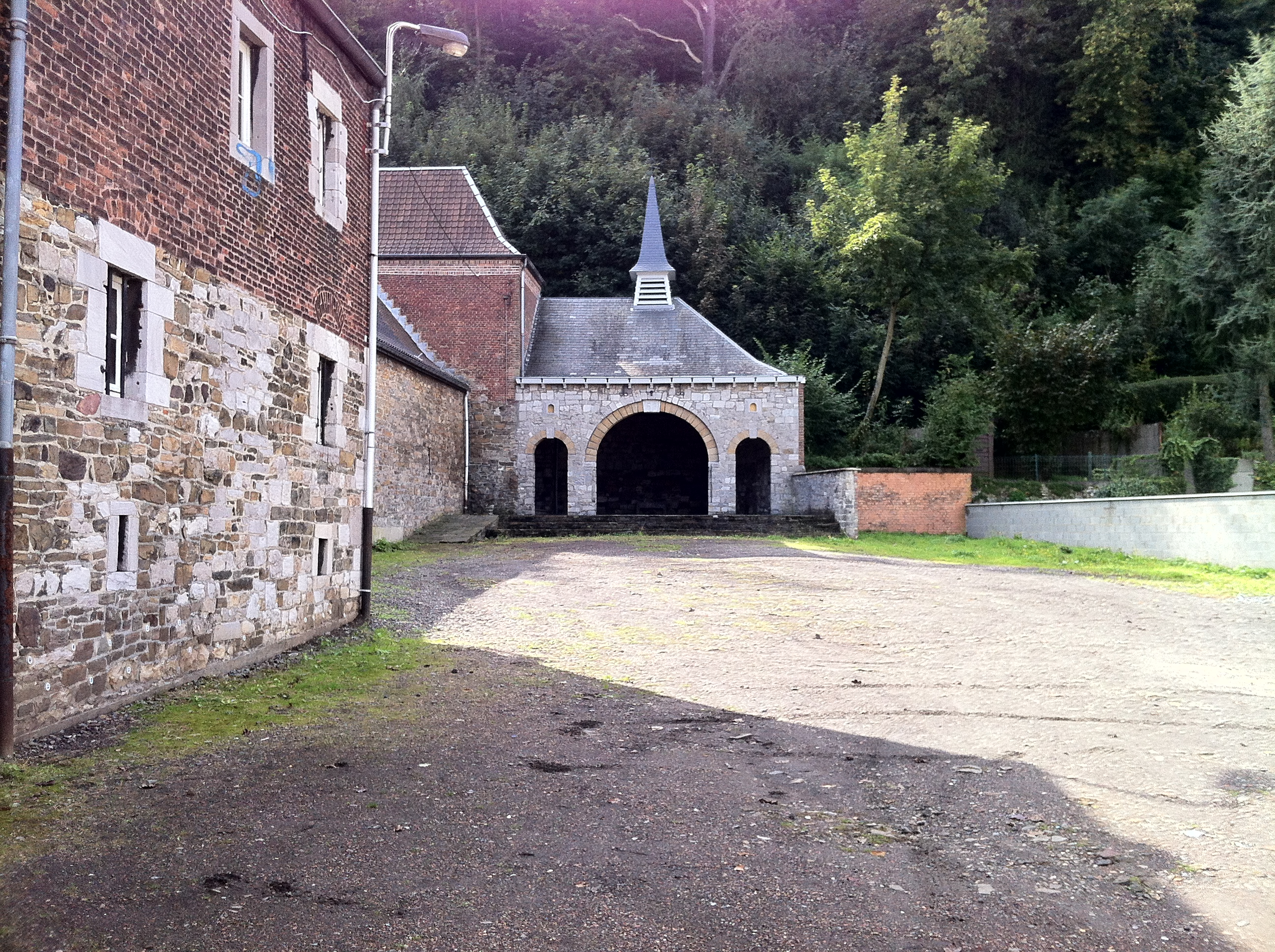